# 太平洋桲
太平洋桲（Spondias dulcis），又稱莎梨橄欖、沙梨橄欖、南洋橄欖。是漆樹科檳榔青屬的物種，果實可食。

## 描述
本種屬於落葉喬木，原產於美拉尼西亞及玻里尼西亞。生長快速，在原產地高度可達20米（66英尺） ，但在原居地以外的地方大概平均高約10—12米（30—40英尺） 。羽狀複葉，葉長20—60 cm（8—24英寸）。

## 別名
本種別名眾多，如太平洋榅桲、莎梨、太平洋橄欖、南洋橄欖、爪哇榅桲、人面子、南酸棗、沙梨、黃猄果、雞杭子，檳榔青（海南植物志）、木個、外木個（西雙版納傣語）

## 人類利用
太平洋桲已被引入中南半島、加勒比海、斯里蘭卡、夏威夷、塞席爾等熱帶地區。其葉子和果實可以食用，帶有酸味，可以直接生食、打成汁、做成果醬、或做成各式沙拉（如囉喏）。

## 外部連結
- Australian Organism Collection